# Граф де Фуэнтес-де-Вальдеперо

Герб муниципалитета Фуэнтес-де-Вальдеперо, провинция Паленсия, автономное сообщество Кастилия-Леон.

Граф де Фуэнтес-де-Вальдеперо — испанский дворянский титул. Он был создан в 1572 году королем Испании Филиппом II для Хуаны де Асеведео и Фонсеки, сеньоры де Камбадос и Фуэнтес-де-Вальдеперо.
Название графского титула происходит от названия муниципалитета Фуэнтес-де-Вальдеперо, провинция Паленсия, автономное сообщество Кастилия-Леон.

## Графы де Фуэнтес-де-Вальдеперо
- Хуана де Асеведо и Фонсека, 1-я графиня де Фуэнтес-де-Вальдеперо. Дочь Алонсо де Асеведо и Суньиги (1495—1559), 3-го графа де Монтеррей, и Марии Пиментель и Мендосы. Супруг — Педро Энрикес де Асеведо (1525—1610)
- Мануэль де Асеведо и Суньига (1586—1653), 2-й граф де Фуэнтес-де-Вальдеперо и 6-й граф де Монтеррей. Третий сын Гаспара де Суньиги и Асеведо, 5-го графа де Монтеррей (1560—1606), Инес де Веласко и Арагон.
- Исабель де Асеведо Суньига и Гусман, 3-я графиня де Фуэнтес-де-Вальдеперо и 7-я графиня де Монтеррей, племянница предыдущего, дочь Бальтасара де Суньиги и Веласко (1561—1622)
- Франсиска де Толедо Асеведо и Суньига (?-1710), 4-я графиня де Фуэнтес-де-Вальдеперо и 8-я графиня де Монтеррей, сестра предыдущей. Супруг — Хуан Доминго де Аро и Сотомайор (1640—1716)
- Каталина Мендес де Аро и Гусман и Энрикес де ла Серда (1672—1733), 5-я графиня де Фуэнтес-де-Вальдеперо и 8-я маркиза дель-Карпио. Дочь Гаспара де Аро и Фернандеса де Кордовы, 7-го маркиза дель-Карпио (1629—1687)
- Мария Тереза Альварес де Толедо и Аро[исп.] (1691—1755), 6-я графиня де Фуэнтес-де-Вальдеперо и 11-я герцогиня де Альба. Дочь Франсиско Альвареса де Толедо и Сильвы, 10-го герцога де Альба (1662—1739), и Каталины Мендес де Аро и Гусман, 8-й маркизы дель-Карпио (1672—1733).
- Фернандо де Сильва и Альварес де Толедо (1714—1778), 7-й граф де Фуэнтес-де-Вальдеперо, 12-й герцог де Альба, сын Хосе Мануэля де Сильва и Толедо, 10-го графа Гальве (1677—1728), и Марии Терезы Альварес де Толедо, 11-й герцогини Альба (1691—1755).
- Мария Тереза де Сильва Альварес де Толедо (1762—1802), 8-я графиня де Фуэнтес-де-Вальдеперо, 13-я герцогиня Альба. Единственная дочь Франсиско де Паула де Сильва и Альварес де Толедо (1733—1770), 10-го герцога де Уэскара (1755—1770), и Марианны дел Пилар де Сильва-Базан и Сармьенто.
- Карлос Мигель Фитц-Джеймс Стюарт и Сильва (1794—1835), 9-й граф де Фуэнтес-де-Вальдеперо, 14-й герцог Альба. Второй сын гранда Хакобо Филипе Фитц-Джеймса Стюарта и Сильвы (1773—1794), 5-го герцога де Лириа-и-Херика и 5-го герцога Бервика (1787—1794), и Марии Терезы Фернандес и Палафокс (1772—1818).
- Хакобо Фитц-Джеймс Стюарт и Вентимилья (1821—1881), 10-й граф де Фуэнтес-де-Вальдеперо, 15-й герцог Альба. Старший сын Карлоса Мигеля Фитц-Джеймса Стюарта и Сильвы(1794—1835), 7-го герцога де Лириа-и-Херика и 7-го герцога Бервик (1795—1835), 14-го герцога Альба-де-Тормес и 12-го герцога Уэскара (1802—1835), и Розалии Вентимилья и Монкада (1798—1868), принцессы ди Граммонте.
- Карлос Мария Фитц-Джеймс Стюарт и Палафокс (1849—1901), 11-й граф де Фуэнтес-де-Вальдеперо, 16-й герцог Альба. Единственный сын Хакобо Фитц-Джеймса Стюарта и Вентимилья (1821—1881), 15-го герцога Альба (1835—1881), и Марии Франсиски де Палафокс и Портокарреро де Гусман и Киркпатрик (1825—1860)
- Хакобо Фитц-Джеймс Стюарт и Фалько (1878—1953), 12-й граф де Фуэнтес-де-Вальдеперо, 17-й герцог Альба. Старший сын Карлоса Марии Фитц-Джеймса Стюарта и Палафокса (1849—1901), 16-го герцога Альба-де-Тормес (1881—1901), и Марии дель Росарио Фалько и Осорио (1854—1904), 21-й графине де Сируэла.
- Каэтана Фитц-Джеймс Стюарт и Сильва (1923—2014), 13-я графиня де Фуэнтес-де-Вальдеперо, 18-я герцогиня Альба. Единственная дочь Хакобо Фитц-Джеймса Стюарта и Фалько (1878—1953), 17-го герцога Альба, и Марии дель Росарио де Сильва и Гутрубай (1900—1934), 15-й герцогини Алиага и 10-й маркизы Сан-Висенте-дель-Барко.
- Карлос Фитц-Джеймс Стюарт и Мартинес де Ирухо (род. 1948), 14-й граф де Фуэнтес-де-Вальдеперо, 19-й герцог Альба. Старший сын Марии дель Росарио Каэтаны Альфонсы Виктории Евгении Франциски Фитц-Джеймс Стюарт и Сильва (1926—2014), 18-й герцогини Альба, от первого брака с Луисом Мартинесом де Ирухо-и-Артаскоса (1919—1972), сыном Педро Мартинеса де Ирухо-и-Артаскоса (1882—1957), 9-го герцога Сотомайора, и Анны Марии де Артаскос (1892—1930).